# Castello di Hämelschenburg
Il castello di Hämelschenburg è un edificio signorile che si trova tra Emmerthal nel Weserbergland tra le città di Hameln e di Bad Pyrmont.
Con le sue collezioni d'arte, i giardini, un mulino ad acqua, i fabbricati agricoli e la chiesa, è considerata una delle principali opere del Rinascimento del Weser.

## Storia

### Origine
Tra il 1409 e il 1414, i conti di Everstein costruirono il Castello Hemersen (Hemersenburg) sul monte Waldau sopra la valle del fiume Emmer. Questo edificio divenne dal 1437 proprietà della famiglia dei Klencke. Questa fortificazione dei feudatari Klencke venne distrutta dal duca Guglielmo IV di Braunschweig-Lüneburg durante un assedio per essere nuovamente ricostruita dai suoi proprietari. Il nome Hämelschenburg, che è stato usato da allora, è una variazione dell'originale Hemersenburg. Nel 1544 l'intero complesso, compresa la chiesa del castello, fu completamente bruciato.

### Costruzione del castello
La crescita economica tra il 1520 e il 1620 portò una vivace attività di costruzione nel Weserbergland. Su entrambi i lati del Weser, molti castelli furono ricostruiti dalla nobiltà e i sovrani o quelli antichi furono significativamente ridisegnati. L'arenaria del Weser era un materiale da costruzione ricercato per facciate, pavimenti e coperture di tetti in tutto il nord-ovest e il nord Europa. Dal 1588 Jürgen Klencke volle ricostruire la sua proprietà di Hämelschenburg come un castello con fossato, nel tipico stile dell'epoca, ossia il cosiddetto Rinascimento del Weser.
In un periodo di costruzione di 30 anni l'edificio venne enormemente ampliato.  Alla struttura originaria, articolata intorno ad una corte, si aggiunsero le ali mediana e meridionale, insieme a due imponenti torri.
Durante la Guerra dei Trent'anni Anna von Holle, moglie del proprietario, Jürgen Klencke, ormai morto,  riuscì a proteggere il castello attraverso diverse alleanze politiche. La coraggiosa signora del castello andò incontro alle truppe che avanzavano sotto Tilly e negoziò un trattato di protezione con il generale, che vietava ai suoi soldati di entrare a Hämelschenburg sotto la minaccia di morte. In questo modo, la signora del castello riuscì a proteggere l'intero complesso dal saccheggio e dalla distruzione.
Nella Guerra dei Sette Anni (1756–1763) il castello fu occupato e alcune parti dell'interno scomparvero. Tuttavia l'intero complesso con i suoi quattro frontoni riccamente decorativi, i quartieri abitativi, le due alte torri e il magnifico ponte di accesso sul laghetto sono riusciti a preservarsi completamente fino ai giorni nostri.

### L'epoca del nazionalsocialismo
Al tempo del nazionalsocialismo, i signori del castello si opposero al regime politico invocando il principio del dominio supremo religioso sui poteri secolari. Sorprendentemente, questo atteggiamento venne stato rispettato dal NSDAP e anche la vicina città di Hämelschenburg riuscì a rimanere autonoma, senza un capogruppo locale nazista.

## Museo
Il castello di Hämelschenburg è di proprietà di Lippold von Klencke dal 1973, che da allora ha reso accessibile una parte del complesso come museo privato. L'area del museo contiene mobili, dipinti, porcellane, vetri e armi completamente conservati del periodo rinascimentale, barocco e guglielmino. Circa un terzo delle sale viene mostrato nell'ambito di visite guidate che si svolgono tutti i giorni durante i mesi estivi. Le restanti stanze sono affittate e occupate da privati.

## Il parco e la piramide
Vicino al castello fu creato nel corso del XIX secolo un parco con alberi esotici Al termine del parco si colloca una piramide che Georg Ludwig Friedrich Laves costruì nel 1855 come mausoleo per la famiglia von Klencke. Questa sepoltura venne utilizzata dalla famiglia nella sua funzione funeraria fino al 1942.

## Chiesa di Santa Maria
Incastonata nell'eccezionale complesso rinascimentale è la cappella del castello, costruita nel 1563, che divenne la chiesa parrocchiale di Hämelschenburg nel 1652. Sorse sui resti di una cappella, consacrata nel 1409, anch'essa vittima dell'incendio del 1544. La cripta della famiglia Klencke situata sotto la chiesa è rimasta intatta. Ciò rende la chiesa una delle prime ad essere costruita nella Germania settentrionale dopo la Riforma. È la più antica chiesa protestante indipendente in Germania; fu consacrata 450 anni fa.

## Galleria d'immagini

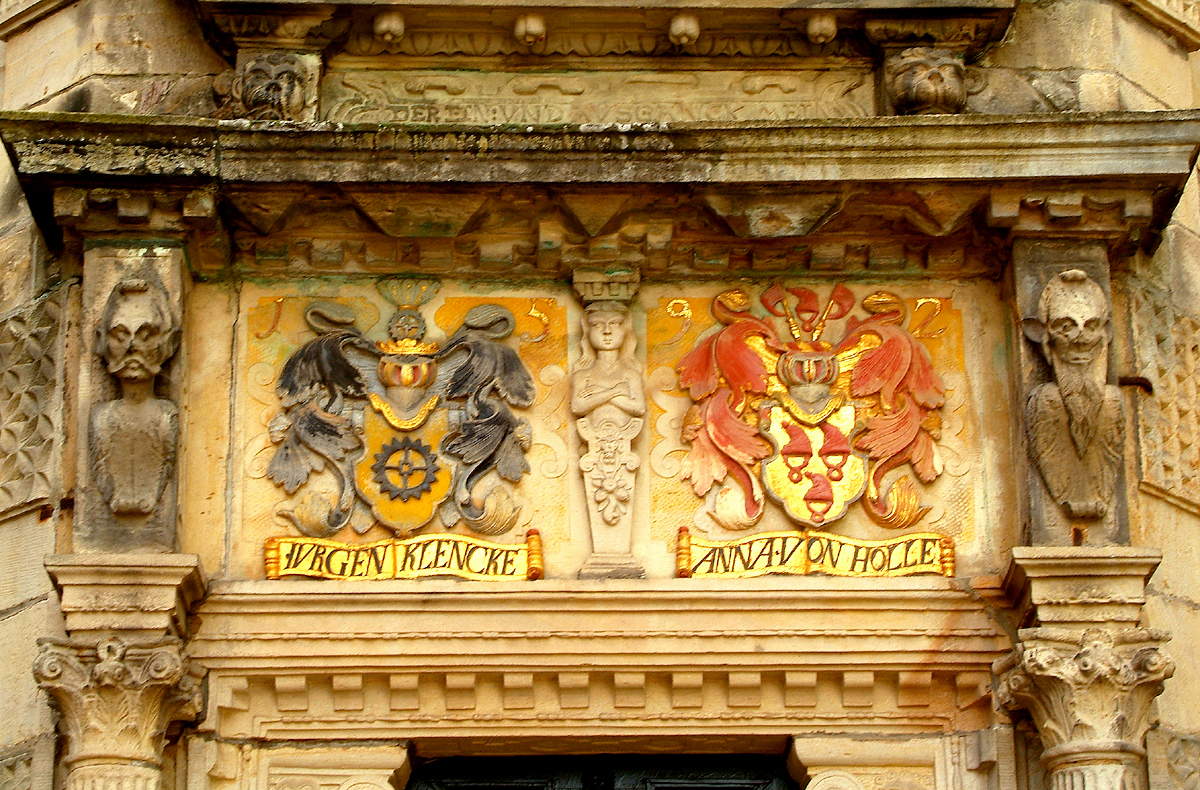
Stemma di Jürgen Klencke e Anna von Holle sul portale della torre ovest
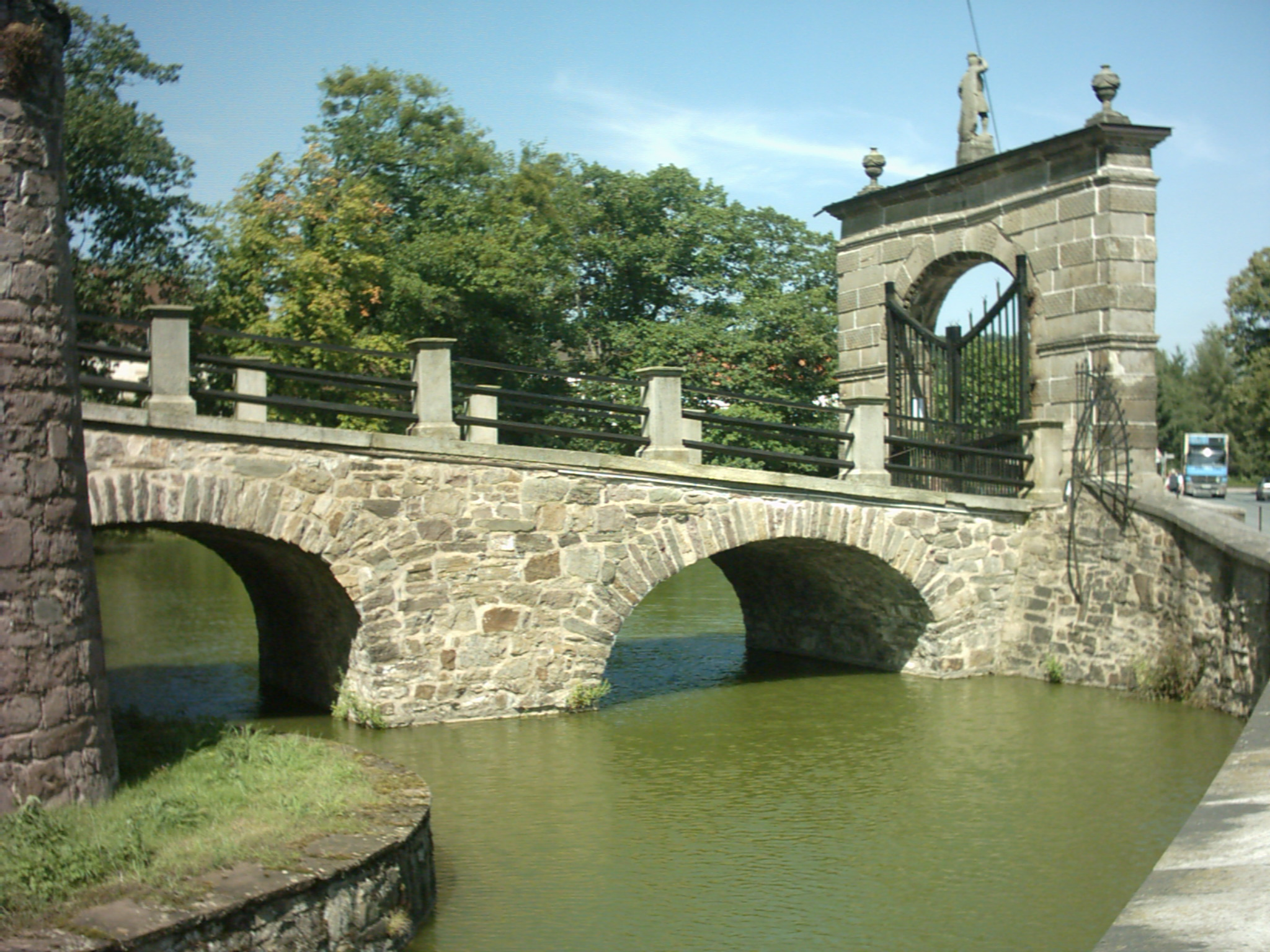
Ponte del castello di Hämelschenburg
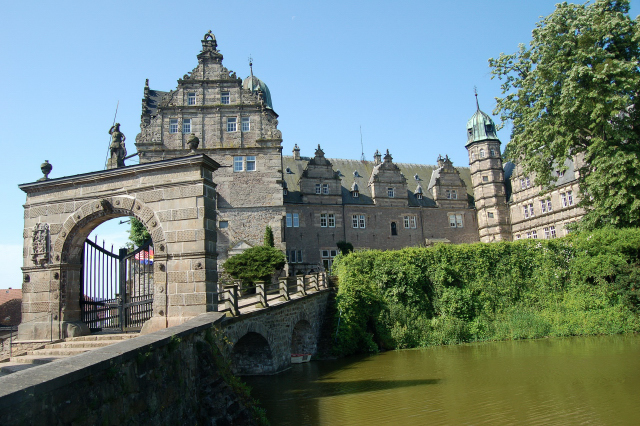
Cancello, ponte del castello, cortile
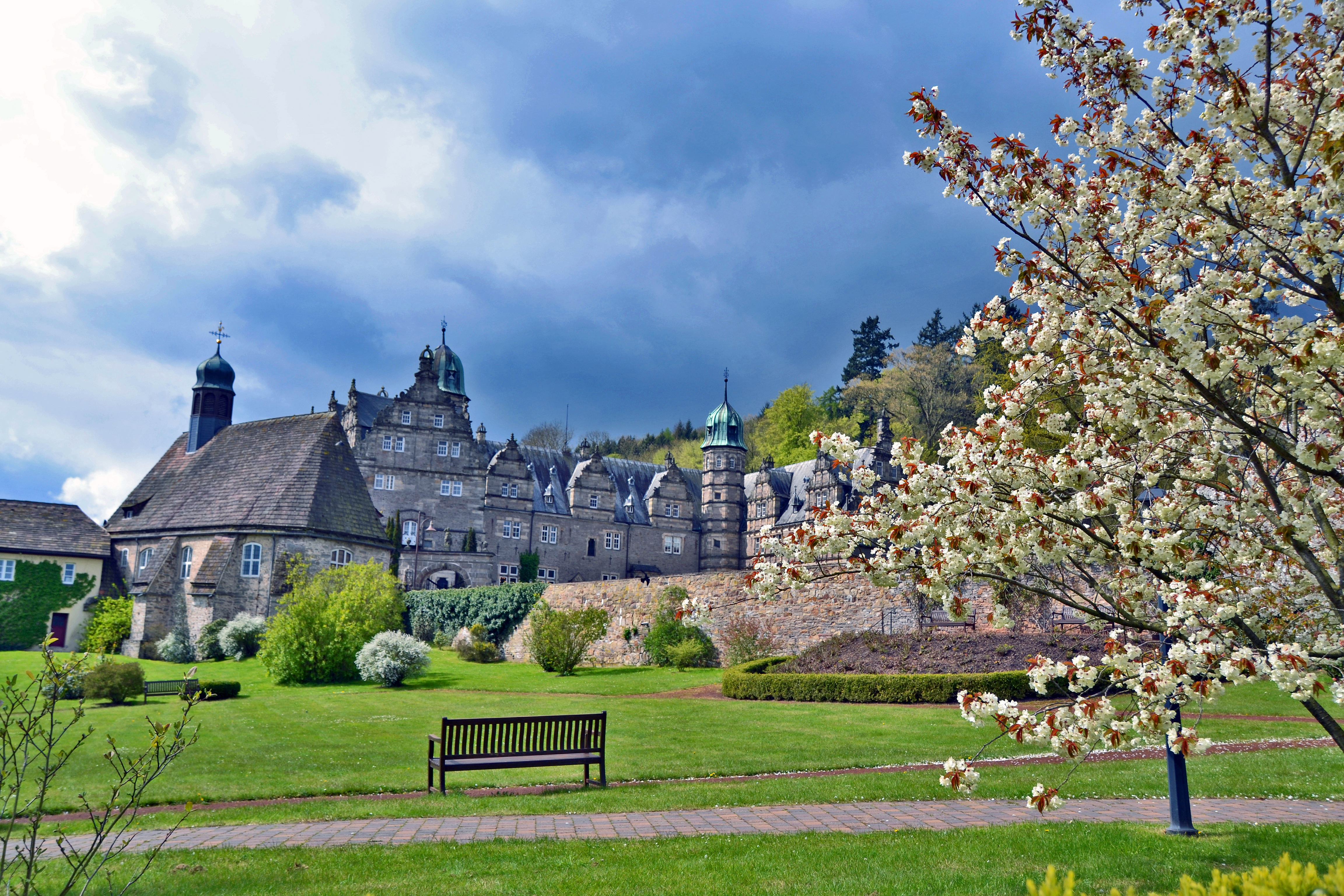
Castello di Hämelschenburg - aprile 2016
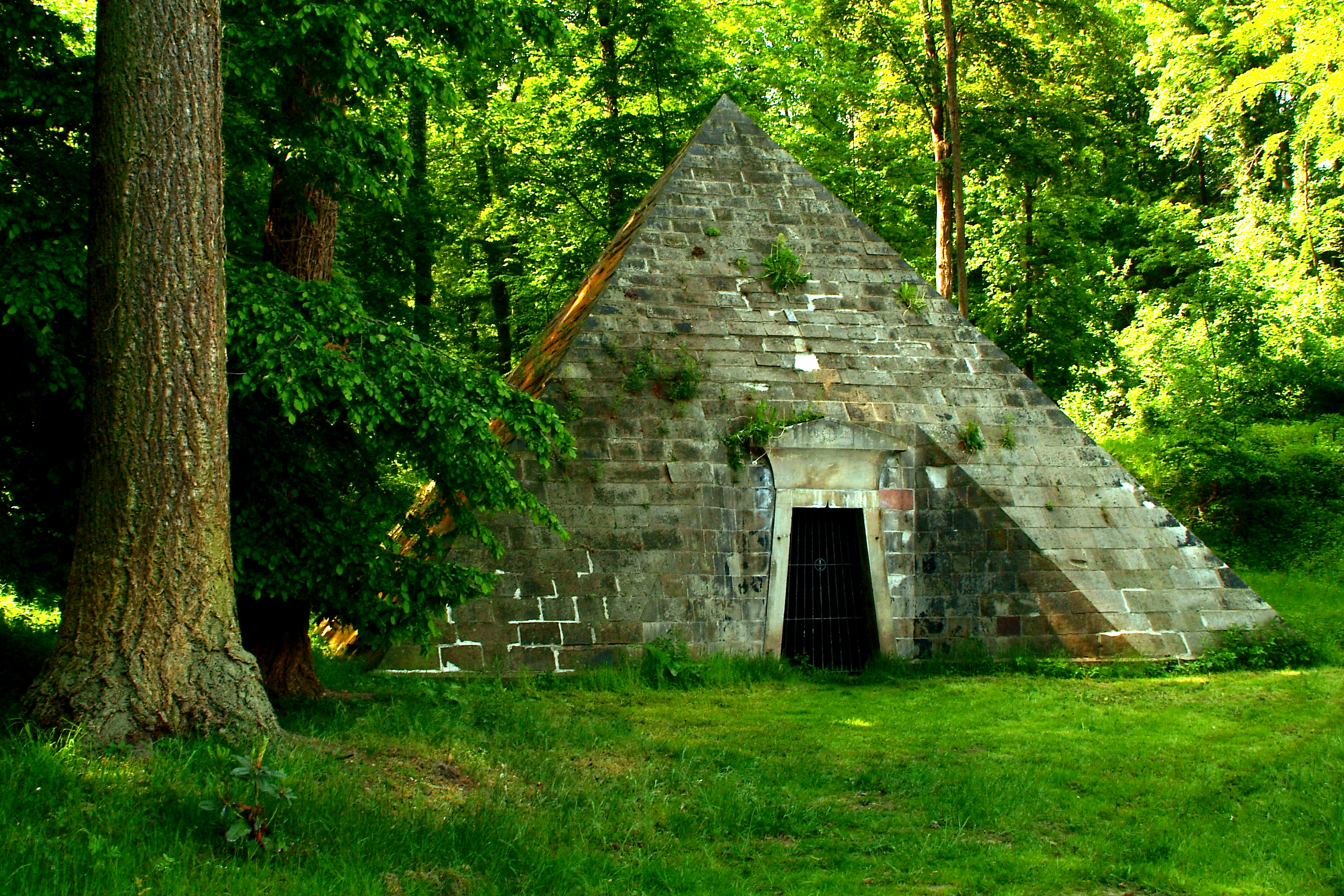
Mausoleo nel parco paesaggistico
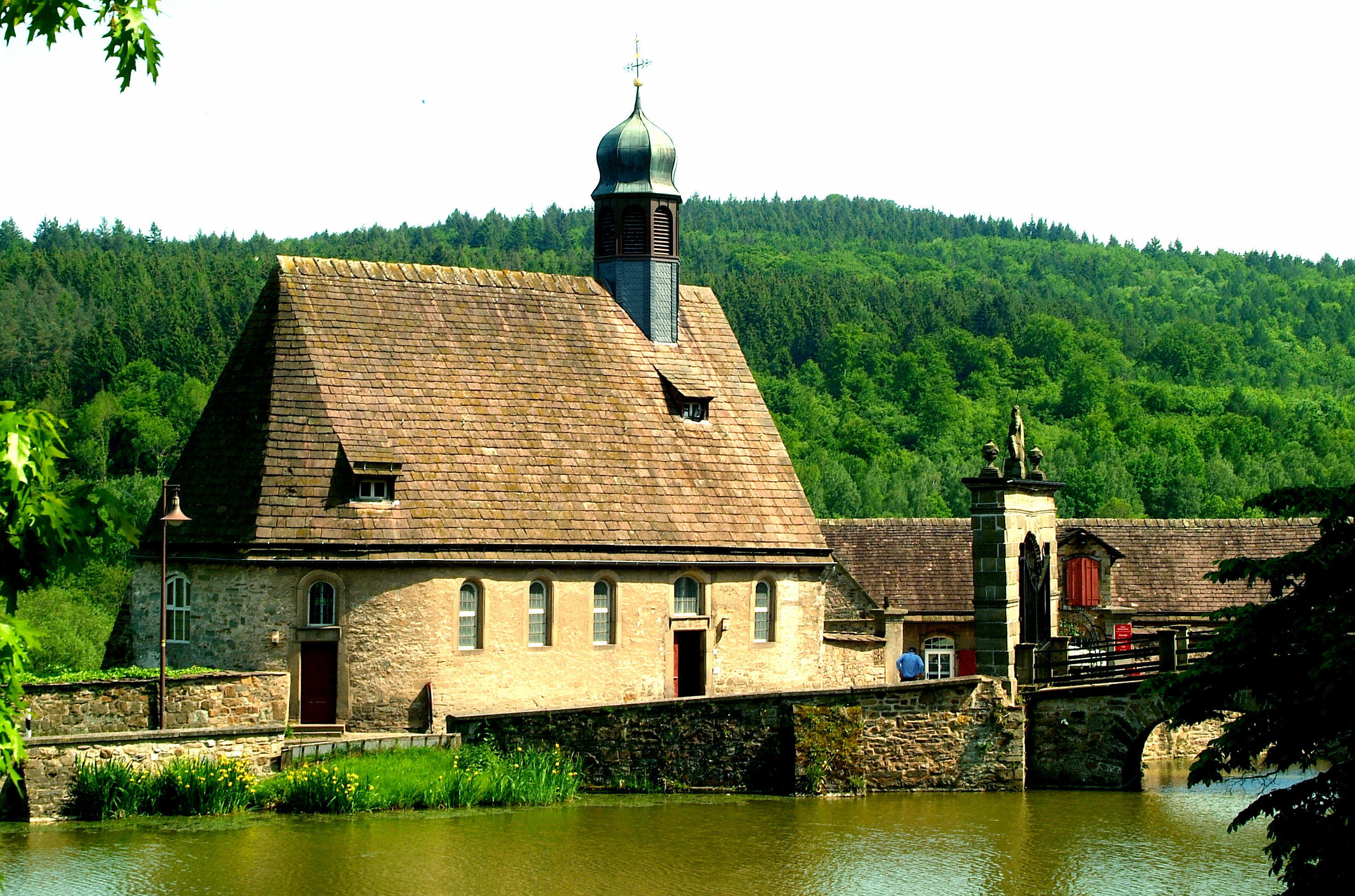
La chiesa del castello Sankt Marien